# Квинт Фабий Максим Гург (консул 265 пр.н.е.)
Вижте пояснителната страница за други личности с името Квинт Фабий Максим Гург.
Квинт Фабий Максим Гург (на латински: Quintus Fabius Maximus Gurges; † 265 пр.н.е.) e политик и сенатор на Римската република.
Максим е син на Квинт Фабий Максим Гург (консул 292 и 276 пр.н.е.) и баща на Квинт Фабий Максим (диктатор 221 и 217 пр.н.е.).
През 265 пр.н.е. той е консул заедно с Луций Мамилий Витул. Той е ранен и умира по време на консулата си във Волсинии.